# Coelogyne tomentosa
Espèce
Statut CITES
Coelogyne tomentosa est une espèce d'orchidées du genre Coelogyne originaire d'Asie du Sud-Est.